# Рогов, Иосиф Александрович
Ио́сиф Алекса́ндрович Ро́гов (29 января 1929, Астрахань, СССР — 10 августа 2017, Москва, Российская Федерация) — выдающийся советский и российский биотехнолог, доктор технических наук (1968), профессор (1969), академик ВАСХНИЛ (1988), академик РАН (2013). Ветеран Великой Отечественной войны.

## Биография
Во время войны (с 1942 г.) работал на Московском мясокомбинате.
В 1953 году окончил Московский химико-технологический институт мясной и молочной промышленности (МХТИММП). В 1953—1956 годах — инженер-технолог на Ленинградском мясокомбинате.
С 1956 года работал в МХТИММП на кафедре «Процессы и аппараты пищевых производств» в должностях от ассистента до заведующего кафедрой, декана, проректора по научной работе. С 1988 по 2006 г. ректор МТИММП (МИПБ, МГАПБ, МГУПБ).
В 1961 году защитил кандидатскую, в 1968 г. — докторскую диссертацию.
Научные интересы:
- изучение электрического взрыва в жидкости,
- создание магнитоимпульсных систем борьбы с обледенением самолетов (получено 17 зарубежных патентов и продано 5 лицензий: Франция, Финляндия, Германия, Чехословакия и Венгрия),
- исследование свойств животного сырья, разработку альтернативных источников пищевого и лекарственного сырья на основе клеточных технологий и биотехнологий,
- создание высоких технологий препаратов медицинского назначения.

В 1971 году стал инициатором создания Проблемной научно-исследовательской лаборатории электрофизических методов обработки пищевых продуктов. Её научный руководитель на протяжении более 40 лет.
Возглавлял исследования, в результате которых спроектировано свыше 250 новых видов продуктов питания профилактического, специального и функционального назначения, в том числе детского.
Автор и соавтор 52 монографий, многочисленных учебников и учебных пособий.
В период его руководства институтом (1986—2005) Московский технологический институт мясной и молочной промышленности в 1989 году был аттестован и переименован в Московский институт прикладной биотехнологии, в 1992 году — в Московскую государственную академию прикладной биотехнологии, а в 1996 году — в Московский государственный университет прикладной биотехнологии.
С 2015 по 2017 год — научный руководитель Московского государственного университета пищевых производств.

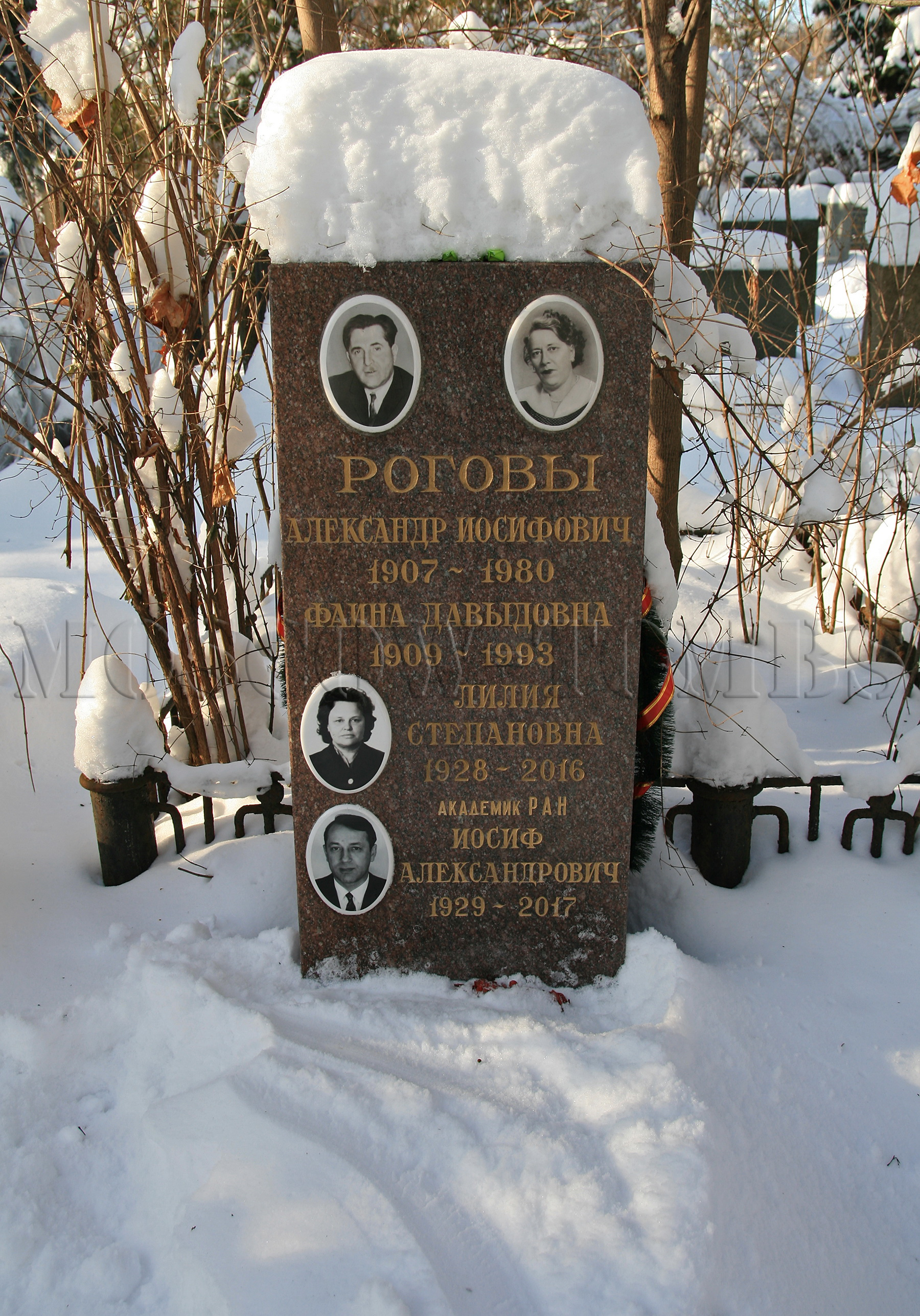
Могила академика И. А. Рогова и его родных

Скончался после продолжительной болезни 10 августа 2017 года, похоронен на 4 участке Донского кладбища г. Москвы.

## Награды
Заслуженный деятель науки и техники РФ (1993), почётный работник высшего профессионального образования РФ. Лауреат Государственной премии СССР (1989) и РФ (1999), Лауреат Премии Правительства РФ в области образования (2009).
Награждён орденом «За заслуги перед Отечеством» IV степени (1998), Орденом Почета, 9 медалями, Благодарностью Президента РФ (2004).

## Основные работы
- Электрофизические методы обработки пищевых продуктов. — М.: Агропромиздат, 1988. — 272 с.
- Справочник технолога колбасного производства / соавт.: А. Г. Забашта и др.; под общ. ред. И. А. Рогова. — М.: Колос, 1993. — 431 с.
- Консервирование пищевых продуктов холодом (теплофизические основы): учеб. пособие для студентов вузов, обучающихся по спец. «Технология консервов и пищеконцентратов», «Технология мяса и мясн. продуктов…» / соавт.: В. Е. Куцакова и др. — М.: Колос, 1998. — 158 с. — (Учеб. и учеб. пособия для студентов вузов). — То же. — 2-е изд. — 1999. — 174 с. — То же. — 3-е изд. — 2002. — 183 с.
- Общая технология мяса и мясопродуктов / соавт.: А. Г. Забашта, Г. П. Казюлин. — М.: Колос, 2000. — 367 с.
- Производство мясных полуфабрикатов / соавт.: А. Г. Забашта и др. — М.: Колос-Пресс, 2001. — 335 с.
- Аналитические методы описания технологических процессов мясной промышленности / соавт.: Э. Э. Афанасов и др. — М.: Мир, 2003. — 184 с.
- Методы исследования мяса и мясных продуктов: учеб. для студентов вузов… / соавт.: Л. В. Антипова, И. А. Глотова. — М.: Колос, 2004. — 570 с.
- Генетически модифицированные источники пищи: оценка безопасности и контроль / соавт.: И. Н. Аксюк и др. — М.: Изд-во РАМН, 2007. — 442 с.
- Химия пищи. Принципы формирования качества мясопродуктов: учеб. пособие для студентов вузов…/ соавт.: А. И. Жаринов, М. П. Воякин. — СПб.: Изд-во РАПП, 2008. — 338 с.
- Технология мяса и мясных продуктов. Кн.1. Общая технология мяса: учеб. для студентов вузов… / соавт. А. Г. Забашта. — М.: Колос, 2009. — 564 с.
- Технология мяса и мясных продуктов. Кн. 2. Технология мясных продуктов: учеб. для студентов вузов… / соавт. А. Г. Забашта. — М.: Колос, 2009. — 710 с.
- Продовольственная стратегия России на долгосрочную перспективу / соавт.: В. Ф. Лищенко и др. — М.: Экономика, 2012. — 213 с.

## Память
- Институт прикладной биотехнологии имени академика РАН И. А. Рогова Российского биотехнологического университета